# Richard Sorge

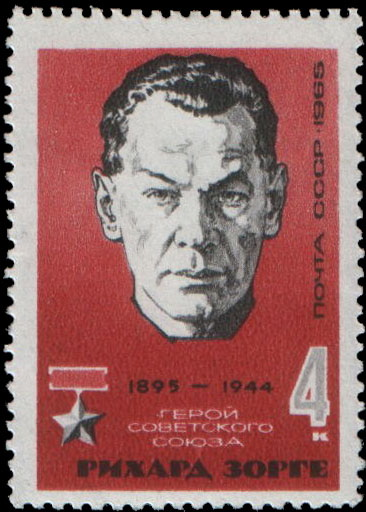
Dr Sorge alias „Ramsay”

Richard Sorge (în rusă Рихард Зорге, transliterat: Rihard Zorghe; n. 4 octombrie 1895, Bakı, gubernia Baku⁠(d), Imperiul Rus – d. 7 noiembrie 1944, Tōkyō, Japonia) a fost un revoluționar, jurnalist care a lucrat în Germania și Japonia și spion al Uniunii Sovietice în Japonia înaintea și în timpul celui de-Al Doilea Război Mondial. Numele de cod dat în cadrul NKVD a fost „Ramsay”.

## Primii ani
Sorge s-a născut în Sabunchi, suburbia orașului Baku, Azerbaidjan, parte a Imperiului Rus în acea perioadă. A fostul unul dintre cei nouă copii ai lui Wilhelm Sorge, inginer miner german, și a soției sale rusoaice, Nina Semionovna Kobieleva. Familia s-a mutat în Germania când Richard avea numai trei ani. Unchiul său a fost unul dintre secretarii lui Karl Marx.
În octombrie 1914 Sorge s-a oferit voluntar pentru a lupta în Primul Război Mondial. El a fost încadrat într-un batalion de artilerie al studenților. În martie 1916, a fost grav rănit, când un șrapnel i-a rupt amândouă picioarele, ceea ce l-a lăsat șchiop pe viață. A fost avansat la gradul de caporal și a fost decorat cu Crucea de Fier după ce a fost lăsat la vatră pe motive medicale.
În timpul convalescenței el l-a citit pe Marx și a adoptat ideologia comunistă. Și-a petrecut timpul rămas pâna la terminarea războiului studiind științele economice la universitățile din Berlin, Kiel și Hamburg. A obținut titlul de doctor în științe politice la Hamburg în august 1919. A intrat în rândul Partidului Comunist German – KPD. Datorită vederilor sale politice a fost concediat atât din postul de profesor, cât și din cel de la o mină de cărbune. A plecat la Moscova, unde a devenit agent al Cominternului.
În 1921 Sorge s-a reîntors în Germania, s-a căsătorit cu Christiane Gerlach și s-a mutat la Solingen. În 1922 comuniștii l-au mutat în Frankfurt, unde a început să adune informații despre comunitatea de afaceri. După o încercare eșuată de lovitură de stat comunistă, a început să lucreze ca jurnalist.

## Carieră

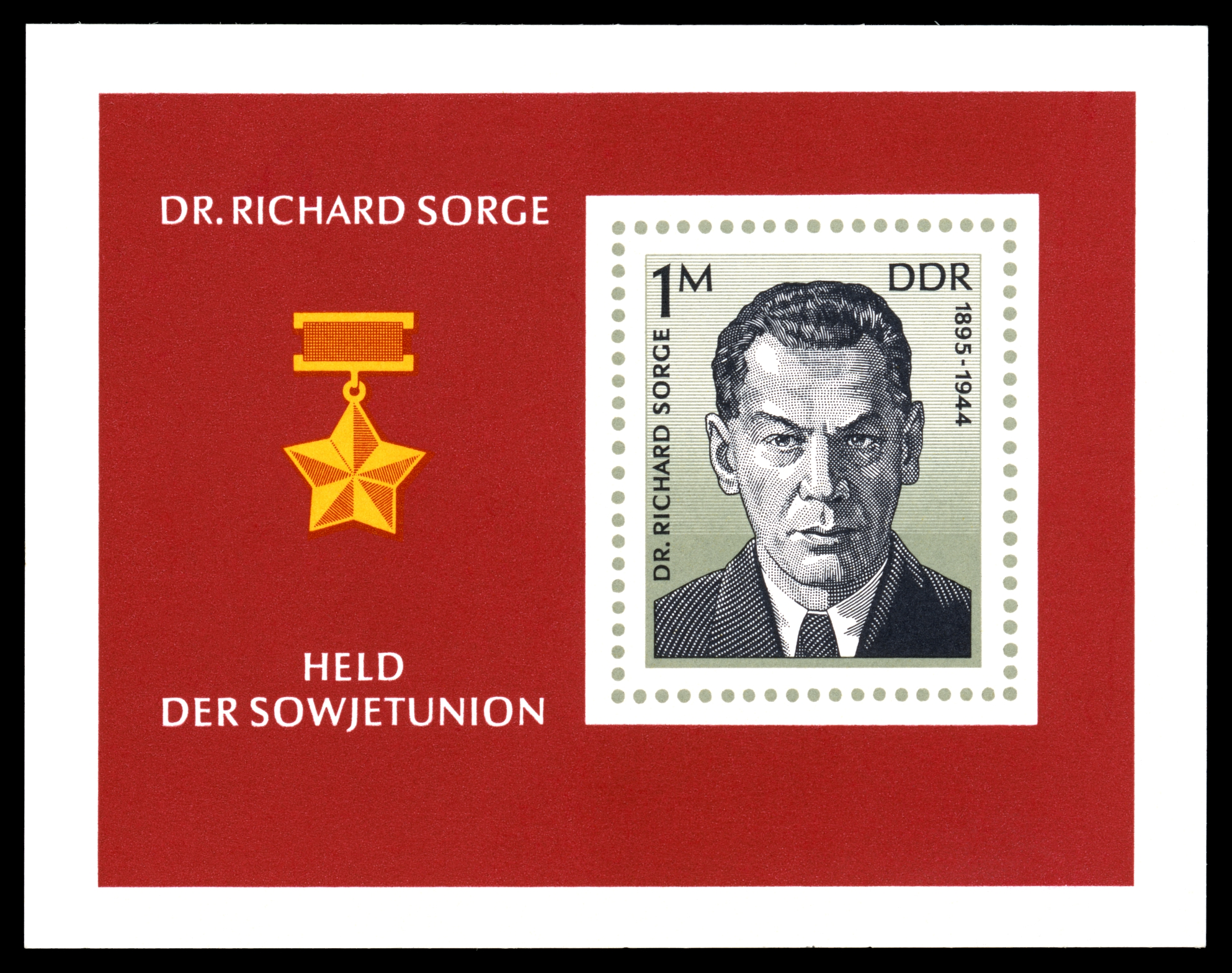
Prezintă rolul său important ca agent al Uniunii Sovietice

În 1924 s-a mutat la Moscova, unde a devenit în mod oficial membru al Departamentului Internațional de Legătură al Cominternului, un alt serviciu de spionaj mascat al OGPU. Se pare că datorită dăruirii pentru muncă, a ajuns să divorțeze. În 1928, a devenit membru al GRU și, în 1930, a fost trimis la Shanghai să strângă informații și să instige la revoluție. În mod oficial, lucra ca editor al serviciului german de știri al ziarului Frankfurter Zeitung. Aici l-a întâlnit pe Ozaki Hozumi, un ziarist japonez care lucra pentru Asahi Shimbun. În ianuarie 1932 a făcut reportaje despre luptele dintre chinezi și japonezi pe străzile Shanghaiului. În decembrie, a fost rechemat la Moscova.
Sorge a fost decorat și s-a recăsătorit. În 1933 a fost trimis la Berlin, având numele de cod „Ramsay” (în rusă Рамзай, transliterat: Ramzai), ca să-și refacă toate contactele în Germania și să poată fi trimis ca reprezentant al unui ziar nazist în Japonia. A ajuns în Yokohama pe 6 septembrie 1933.
Între 1933-1934 Sorge a construit în Japonia o rețea de informații în folosul NKVD-ului. Agenții săi aveau legături cu politicieni de frunte și, prin intermediul acestora, aveau acces la informații asupra politicii externe japoneze. A reluat legăturile cu Ozaki Hozumi, care era în relații foarte bune cu prim-ministrul Fumimaro Konoye. Ozaki a copiat documente secrete pentru Sorge.
În mod oficial, Sorge a intrat în partidul nazist și a colaborat ca agent al Abwehr-ului cu ambasada și cu ambasadorul german Eugen Ott. A folosit ambasada pentru a verifica de două ori toate informațiile. În această perioadă, a început să facă abuz de alcool.
Sorge a oferit sovieticilor informații despre Pactul Anti-Comintern, Pactul germano-japonez și a avertizat despre atacul de la Pearl Harbor. În 1941 Sorge și-a informat superiorii sovietici despre data exactă la care avea să fie declanșată Operațiunea Barbarossa. Moscova i-a mulțumit, dar nu a făcut mare lucru să preîntâmpine atacul german.
Mai înainte de Bătălia de la Moscova, Sorge a a transmis informația vitală că japonezii nu vor ataca Uniunea Sovietică în răsărit. Această informație crucială i-a permis lui Gheorghi Jukov să deplaseze trupele staționate în Siberia spre capitală, pentru a întări apărarea și a pregăti contraatacul.
A doua informație importantă trimisă de Sorge a privit apărarea Stalingradului. Richard Sorge a atras atenția sovieticilor asupra faptului că japonezii aveau să atace URSS-ul de îndată ce germanii aveau să captureze orice oraș important de pe râul Volga. (Victoria germană ar fi însemnat întreruperea aprovizionării cu petrol din Baku și cu muniții și alimente trimise de aliați pe ruta Golful Persic – Iran – Azerbaidjan – fluviul Volga).

## Arestarea
Serviciile secrete japoneze interceptaseră numeroase dintre mesajele lui Sorge și au început să strângă lațul în jurul său. Ozaki a fost arestat pe 14 octombrie 1941 și a fost interogat. Sorge a fost arestat pe 18 octombrie 1941 în Tokyo. Sorge nu a fost schimbat pentru prizonieri japonezi de război deoarece, atât guvernul sovietic cât și Sorge, au negat că el ar fi spionat pentru URSS. A fost închis la închisoarea Sugamo.
Richard Sorge a fost spânzurat pe 7 noiembrie 1944, la 10:20 dimineața, ora locală. Ozaki Hozumi a fost spânzurat în aceeași zi. Uniunea Sovietică nu a recunoscut oficial serviciile lui Sorge până în 1964. S-a spus că cea mai mare reușită a lui Sorge a dus distrugerea sa, deoarece Stalin nu-și putea permite să se afle că nu a luat în seamă informația despre data atacului german din 1941 asupra Uniunii Sovietice.
Pe 5 noiembrie 1964, Richard Sorge a fost decorat post-mortem cu înaltul titlu de "Erou al Uniunii Sovietice".
În 1961 s-a turnat în Franța o coproducție franco – vest-germano – italiano – japoneză numită Qui êtes-vous, Monsieur Sorge? – "Cine ești, domnule Sorge?". Filmul a fost foarte bine primit și în Uniunea Sovietică.
A existat un zvon în timpul războiului rece, conform căruia Sorge nu ar fi fost executat, ci ar fi fost returnat sovieticilor de către japonezi. Sorge ar fi continuat să lucreze pentru KGB. Deși multe dintre misterele războiului rece au fost rezolvate după căderea comunismului în URSS, nu apărut nici o dovadă credibilă care să confirme această teorie.

## Vezi și
- Agnes Smedley